# Gevlekte ombervis
De gevlekte ombervis (Cynoscion nebulosus) is een straalvinnige vis uit de familie van ombervissen (Sciaenidae) en behoort derhalve tot de orde van baarsachtigen (Perciformes). De vis kan maximaal 100 cm lang en 7920 gram zwaar worden. De hoogst geregistreerde leeftijd 18 jaar.

## Leefomgeving
Cynoscion nebulosus komt in zeewater en brak water voor. De vis prefereert een subtropisch klimaat en leeft hoofdzakelijk in de Atlantische Oceaan. De diepteverspreiding is 0 tot 10 m onder het wateroppervlak.

## Relatie tot de mens
Cynoscion nebulosus is voor de visserij van aanzienlijk commercieel belang. In de hengelsport wordt er weinig op de vis gejaagd.